# Dinastia Grimaldi

Escut dinàstic dels Grimaldi

La dinastia Grimaldi és una casa noble originària d'Itàlia, i va ser fundada per Francesco Grimaldi, que va prendre en 1297 el senyoriu de Mònaco al costat dels seus soldats vestits de franciscans. En aquell principat han regnat els seus successors fins a l'actualitat, si exceptuem diverses discontinuïtats. L'última es va produir amb el matrimoni de la princesa Carlota de Mònaco, mare de Rainier III, amb Pierre de Polignac.
És objecte de polèmica l'origen d'Alexandre Coste i de Jazmin Grace Rotolo, fills il·legítims d'Albert II de Mònaco amb sengles amants, reconeguts recentment. Si Albert de Mònaco morís sense descendència legítima, els fills de Carolina de Mònaco passarien a ocupar els primers llocs de la línia successòria.
Els seus integrants més destacats en l'actualitat són:
- Albert II, Príncep Sobirà de Mònaco, fill i successor del príncep Ranier III i de Gràcia Patricia de Mònaco
- Carolina de Mònaco, germana gran d'Alberto i Estefanía
- Estefania de Mònaco, germana d'Alberto i Carolina
- Andrea Casiraghi, Carlota Casiraghi i Pierre Casiraghi, fills de Carolina de Mònaco i de Stéfano Casiraghi